# Малайский дикобраз
Малайский дикобраз (Hystrix brachyura) — вид грызунов семейства Hystricidae. Три подвида сохранились в Южной и Юго-Восточной Азии.

## Ареал
Малайский дикобраз распространён в Непале, Северо-Восточной Индии (Аруначал-Прадеш, Сикким, Западная Бенгалия, Манипур, Мизорам, Нагаленд и Мегхалая), в центральном и южном Китае (Тибет, Хайнань, Юньнань, Сычуань, Чунцин, Гуйчжоу, Хунань, Гуанси, Гуандун, Гонконг, провинция Фуцзянь, Цзянси, Чжэцзян, Шанхай, Цзянсу, Аньхой, Хэнань, Хубэй, Шэньси, Ганьсу), Мьянме, Таиланде, Лаосе, Камбодже и Вьетнаме, на полуострове Малайзия, Сингапуре, Суматре и Борнео (Индонезия, на Сараваке и в Брунее. Встречается на острове Пенанг, Малайзия. Расселяется до 1300 м над уровнем моря.

## Эволюция
Предполагается, что данный и близкие ему виды, возник в Южной Азии от общего предка, обитавшего в позднем плейстоцене, когда Суматра, Борнео и Палаван были единым островом Сундаланд.

## Образ жизни и поведение
Встречается в лесах различных типов, а также на открытой местности возле леса. Может поселиться в близлежащих сельскохозяйственных угодьях. Роет норы с несколькими выходами в земле, живет небольшими группами. Период беременности составляет 110 дней. Два помета в год, по 2—3 детеныша. Встречается во всех типах леса до высоты 1500 м над уровнем моря. Ведут ночной образ жизни. Питаются ночью, днем спят. Могут быть найдены в одиночку или парами. Максимальная продолжительность жизни составляет около 27 лет. Местное население использует иглы как украшение, также охотится на дикобразов ради мяса.

## Внешний вид
Это большие и толстые грызуны покрытые острыми, жёсткими иглами. Иглы чёрно-белые или жёлтые, между ними шерсть. У молодых дикобразов мягкие, со взрослением становятся твёрдыми. Дикобраз имеет короткие лапы покрытые коричневыми волосками, с четырьмя когтями на передних и пятью на задних лапах. И передние и задние лапы имеют гладкую подошву. Длина тела около 63—72,5 см, хвоста около 6—11 см. Масса составляет от 700 до 2400 грамм.

## Питание
Как правило, питаются корнями, клубнями, корой и упавшими плодами. Могут поедать падаль и насекомых.